# 孔科
孔科（義大利語：Conco），是意大利维琴察省的一个市镇。总面积27平方公里，人口2236人，人口密度82.8人/平方公里（2009年）。ISTAT代码为024033。